# ISUジュニアグランプリファイナル
ISUジュニアグランプリファイナル（ISU Junior Grand Prix of Figure Skating Final）は、国際スケート連盟（ISU）が主催するジュニアクラスのフィギュアスケートの競技会で、ISUジュニアグランプリを構成するフィギュアスケート競技会のひとつ。前名称はISUジュニアシリーズファイナル。

## 概要

### 歴史
1997-1998年シーズンに、ジュニアクラスの選手を対象にISUジュニアシリーズが開始され、これら一連の競技会に参戦した選手の中から成績上位者のみ出場することができる大会としてISUジュニアシリーズファイナルが創設された。翌1998-1999年シーズンにはISUジュニアシリーズの開催規模を拡大し、シリーズ全体の名称もISUジュニアグランプリと改めたため、当大会名もISUジュニアグランプリファイナルと改称した。現在、ジュニアクラスの最高峰の大会である世界ジュニアフィギュアスケート選手権に次ぐ大会と位置づけられている。

### 出場資格
ジュニアグランプリファイナルの出場者は、毎年8月頃から10月頃にかけて世界各地で開催されるISUジュニアグランプリ8大会での成績に対して付与されるポイント獲得上位選手である。当初の出場資格は男女シングルは上位8名、ペアとアイスダンスは上位6組であったが、2000-2001年シーズン以降は男女シングル、ペア、アイスダンスに区別なく上位8名および8組となった。なお2007-2008シーズンまでは成績上位者8名および8組を除いた開催国選手に対する参加枠が存在しており、参加者が9名および9組になったこともある。2010-2011シーズンより7大会へと大会数が減り、それに伴いファイナル出場も成績上位者6名および6組と減らされた。

### 開催日程
ISUジュニアシリーズが創設された当初は毎年3月に開催されていたが、1999-2000年シーズン以降は11月下旬および12月に開催されていた。2008-2009シーズンからはISUグランプリファイナルとの同時開催となった。

## 歴代メダリスト

### 男子シングル
| 年        | 開催地             | 金                           | 銀                         | 銅                             |
| --------- | ------------------ | ---------------------------- | -------------------------- | ------------------------------ |
| 1997/1998 | ローザンヌ         | ティモシー・ゲーブル         | イワン・ディネフ           | マシュー・サボイ               |
| 1998/1999 | デトロイト         | ヴァンサン・レステンクール   | イリヤ・クリムキン         | アレクセイ・ワシレフスキー     |
| 1999/2000 | グダニスク         | 高崧                         | シュテファン・リンデマン   | フェドール・アンドレーエフ     |
| 2000/2001 | エア               | 馬暁東                       | セルゲイ・ドブリン         | スタニスラフ・ティムチェンコ   |
| 2001/2002 | ブレッド           | スタニスラフ・ティムチェンコ | 馬暁東                     | ケビン・ヴァン・デル・ペレン   |
| 2002/2003 | ハーグ             | アレクサンドル・シュービン   | セルゲイ・ドブリン         | パーカー・ペニングトン         |
| 2003/2004 | マルメ             | エヴァン・ライサチェク       | アンドレイ・グリアゼフ     | クリストファー・メイビー       |
| 2004/2005 | ヘルシンキ         | デニス・ファン               | 南里康晴                   | アレクサンドル・ウスペンスキー |
| 2005/2006 | オストラヴァ       | 小塚崇彦                     | オースティン・カナラカン   | ジョフリー・ヴァーナー         |
| 2006/2007 | ソフィア           | スティーブン・キャリエール   | ブランドン・ムロズ         | ケヴィン・レイノルズ           |
| 2007/2008 | グダニスク         | アダム・リッポン             | ブランドン・ムロズ         | アーミン・マーバヌーザデー     |
| 2008/2009 | 高陽               | フローラン・アモディオ       | アーミン・マーバヌーザデー | リチャード・ドーンブッシュ     |
| 2009/2010 | 東京               | 羽生結弦                     | 宋楠                       | ロス・マイナー                 |
| 2010/2011 | 北京               | リチャード・ドーンブッシュ   | 閻涵                       | アンドレイ・ロゴジン           |
| 2011/2012 | ケベック・シティー | ジェイソン・ブラウン         | 閻涵                       | ジョシュア・ファリス           |
| 2012/2013 | ソチ               | マキシム・コフトゥン         | ジョシュア・ファリス       | 日野龍樹                       |
| 2013/2014 | 福岡               | 金博洋                       | アディアン・ピトキーエフ   | ネイサン・チェン               |
| 2014/2015 | バルセロナ         | 宇野昌磨                     | 山本草太                   | アレクサンドル・ペトロフ       |
| 2015/2016 | バルセロナ         | ネイサン・チェン             | ドミトリー・アリエフ       | 山本草太                       |
| 2016/2017 | マルセイユ         | ドミトリー・アリエフ         | アレクサンドル・サマリン   | チャ・ジュンファン             |
| 2017/2018 | 名古屋             | アレクセイ・クラスノジョン   | カムデン・プルキネン       | 須本光希                       |
| 2018/2019 | バンクーバー       | スティーブン・ゴゴレフ       | ピョートル・グメンニク     | 島田高志郎                     |
| 2019/2020 | トリノ             | 佐藤駿                       | アンドレイ・モザリョフ     | ダニイル・サムソノフ           |
| 2020/2021 | 北京               | 非開催                       | 非開催                     | 非開催                         |
| 2021/2022 | 門真               | 非開催                       | 非開催                     | 非開催                         |
| 2022/2023 | トリノ             | ニコライ・メモラ             | ルーカス・ブルサード       | 吉岡希                         |
| 2023/2024 | 北京               | 中田璃士                     | キム・ヒョンギョム         | アダム・ハガラ                 |
| 2024/2025 | グルノーブル       | ジェイコブ・サンチェス       | ソ・ミンギュ               | 中田璃士                       |

### 女子シングル
| 年        | 開催地             | 金                         | 銀                             | 銅                         |
| --------- | ------------------ | -------------------------- | ------------------------------ | -------------------------- |
| 1997/1998 | ローザンヌ         | ユリア・ソルダトワ         | アンバー・コーウィン           | エレーナ・ピンガチェワ     |
| 1998/1999 | デトロイト         | ビクトリア・ボルチコワ     | サラ・ヒューズ                 | ダリア・ティモシェンコ     |
| 1999/2000 | グダニスク         | ディアナ・ステラート       | ジェニファー・カーク           | スヴェトラーナ・ブカレワ   |
| 2000/2001 | エア               | アン・パトリス・マクドノー | クリスチーナ・オブラソワ       | 中野友加里                 |
| 2001/2002 | ブレッド           | 安藤美姫                   | リュドミラ・ネリディナ         | 鈴木明子                   |
| 2002/2003 | ハーグ             | 太田由希奈                 | カロリーナ・コストナー         | 安藤美姫                   |
| 2003/2004 | マルメ             | 安藤美姫                   | リナ・ヨハンソン               | ヴィクトリア・パブク       |
| 2004/2005 | ヘルシンキ         | 浅田真央                   | 金妍兒                         | キミー・マイズナー         |
| 2005/2006 | オストラヴァ       | 金妍兒                     | 澤田亜紀                       | 許斌姝                     |
| 2006/2007 | ソフィア           | キャロライン・ジャン       | アシュリー・ワグナー           | メーガン・オスター         |
| 2007/2008 | グダニスク         | 長洲未来                   | レイチェル・フラット           | 西野友毬                   |
| 2008/2009 | 高陽               | ベッキー・ベレスウィル     | 藤澤亮子                       | アレクシ・ギレス           |
| 2009/2010 | 東京               | 村上佳菜子                 | ポリーナ・シェレペン           | クリスティーナ・ガオ       |
| 2010/2011 | 北京               | アデリナ・ソトニコワ       | エリザベータ・トゥクタミシェワ | 李子君                     |
| 2011/2012 | ケベック・シティー | ユリア・リプニツカヤ       | ポリーナ・シェレペン           | ポリーナ・コロベイニコワ   |
| 2012/2013 | ソチ               | エレーナ・ラジオノワ       | ハンナ・ミラー                 | アンナ・ポゴリラヤ         |
| 2013/2014 | 福岡               | マリア・ソツコワ           | セラフィマ・サハノヴィッチ     | エフゲニア・メドベージェワ |
| 2014/2015 | バルセロナ         | エフゲニア・メドベージェワ | セラフィマ・サハノヴィッチ     | 樋口新葉                   |
| 2015/2016 | バルセロナ         | ポリーナ・ツルスカヤ       | マリア・ソツコワ               | 本田真凜                   |
| 2016/2017 | マルセイユ         | アリーナ・ザギトワ         | アナスタシヤ・グバノワ         | 坂本花織                   |
| 2017/2018 | 名古屋             | アレクサンドラ・トゥルソワ | アリョーナ・コストルナヤ       | アナスタシア・タラカノワ   |
| 2018/2019 | バンクーバー       | アリョーナ・コストルナヤ   | アレクサンドラ・トゥルソワ     | アリョーナ・カニシェワ     |
| 2019/2020 | トリノ             | カミラ・ワリエワ           | アリサ・リュウ                 | ダリア・ウサチョワ         |
| 2020/2021 | 北京               | 非開催                     | 非開催                         | 非開催                     |
| 2021/2022 | 門真               | 非開催                     | 非開催                         | 非開催                     |
| 2022/2023 | トリノ             | 島田麻央                   | シン・ジア                     | キム・チェヨン             |
| 2023/2024 | 北京               | 島田麻央                   | シン・ジア                     | 上薗恋奈                   |
| 2024/2025 | グルノーブル       | 島田麻央                   | 和田薫子                       | 中井亜美                   |

### ペア
| 年        | 開催地             | 金                                                            | 銀                                                          | 銅                                                          |
| --------- | ------------------ | ------------------------------------------------------------- | ----------------------------------------------------------- | ----------------------------------------------------------- |
| 1997/1998 | ローザンヌ         | ユリア・オベルタス and ドミトリー・パラマルチュク             | ヴィクトリア・マキシウタ and ウラジスラフ・ゾフニルスキー   | ナタリー・ウランディス and ジェレッド・グズマン             |
| 1998/1999 | デトロイト         | ユリア・オベルタス and ドミトリー・パラマルチュク             | ローラ・ハンディー and ポール・ビネボーズ                   | ヴィクトリア・マキシウタ and ウラジスラフ・ゾフニルスキー   |
| 1999/2000 | グダニスク         | アリオナ・サフチェンコ and スタニスラフ・モロゾフ             | ユリア・シャピロ and アレクセイ・ソコロフ                   | ヴィクトリア・シリアホワ and グリゴリー・ペトロフスキー     |
| 2000/2001 | エア               | 張丹 and 張昊                                                 | クリステン・ロス and マイケル・マクファーソン               | 川口悠子 and アレクサンドル・マルクンツォフ                 |
| 2001/2002 | ブレッド           | 張丹 and 張昊                                                 | ユリア・カルボフスカヤ and セルゲイ・スラフノフ             | 丁楊 and 任重非                                             |
| 2002/2003 | ハーグ             | 丁楊 and 任重非                                               | ジェシカ・デュベ and サミュエル・テトロー                   | ジェニファー・ドン and ジョナソン・ハント                   |
| 2003/2004 | マルメ             | ジェシカ・デュベ and ブライス・デイヴィソン                   | ナタリア・シェスタコワ and パーヴェル・レベデフ             | マリア・ムホルトワ and マキシム・トランコフ                 |
| 2004/2005 | ヘルシンキ         | マリア・ムホルトワ and マキシム・トランコフ                   | ブリタニー・ヴァイス and ニコラス・コール                   | マリエル・ミラー and ロックニ・ブルーベイカー               |
| 2005/2006 | オストラヴァ       | ヴァレリア・シマコワ and アントン・トカレフ                   | ジュリア・ウラソフ and ドリュー・ミーキンス                 | マリエル・ミラー and ロックニ・ブルーベイカー               |
| 2006/2007 | ソフィア           | キオーナ・マクラフリン and ロックニ・ブルーベイカー           | クセニア・クラシルニコワ and コンスタンチン・ベズマテルニフ | ジェシカ・ローズ・ペイシュ and ジョン・ナス                 |
| 2007/2008 | グダニスク         | クセニア・クラシルニコワ and コンスタンチン・ベズマテルニフ   | エカテリーナ・シェレメティエワ and ミハイル・クズネツォフ   | ジェシカ・ローズ・ペイシュ and ジョン・ナス                 |
| 2008/2009 | 高陽               | リュボーフィ・イリュシェチキナ and ノダリー・マイスラーゼ     | 張悦 and 王磊                                               | クセニア・クラシルニコワ and コンスタンチン・ベズマテルニフ |
| 2009/2010 | 東京               | 隋文静 and 韓聰                                               | 高橋成美 and マーヴィン・トラン                             | 張悦 and 王磊                                               |
| 2010/2011 | 北京               | 高橋成美 and マーヴィン・トラン                               | クセニヤ・ストルボワ and ヒョードル・クリモフ               | 于小雨 and 金揚                                             |
| 2011/2012 | ケベック・シティー | 隋文静 and 韓聰                                               | キャサリン・ボバク and イアン・ベハリー                     | ブリトニー・シンプソン and マシュー・ブラックマー           |
| 2012/2013 | ソチ               | リーナ・フェードロワ and マキシム・ミロシキン                 | ワシリーサ・ダワンコワ and アンドレイ・デプタト             | マリア・ヴィガロワ and エゴール・ザクロエフ                 |
| 2013/2014 | 福岡               | 于小雨 and 金揚                                               | マリア・ヴィガロワ and エゴール・ザクロエフ                 | リーナ・フェードロワ and マキシム・ミロシキン               |
| 2014/2015 | バルセロナ         | ジュリアン・セガン and シャルリ・ビロドー                     | リーナ・フェードロワ and マキシム・ミロシキン               | マリア・ヴィガロワ and エゴール・ザクロエフ                 |
| 2015/2016 | バルセロナ         | エカテリーナ・ボリソワ and ドミトリー・ソポト                 | アナ・ドゥシュコヴァー and マルティン・ビダジュ             | アミナ・アタハノワ and イリヤ・スピリドノフ                 |
| 2016/2017 | マルセイユ         | アナスタシヤ・ミーシナ and ウラジスラフ・ミルゾエフ           | アナ・ドゥシュコヴァー and マルティン・ビダジュ             | アレクサンドラ・ボイコワ and ドミトリー・コズロフスキー     |
| 2017/2018 | 名古屋             | エカテリーナ・アレクサンドロフスカヤ and ハーレー・ウィンザー | アポリナリア・パンフィロワ and ドミトリー・リロフ           | ダリア・パブリュチェンコ and デニス・ホディキン             |
| 2018/2019 | バンクーバー       | アナスタシヤ・ミーシナ and アレクサンドル・ガリャモフ         | ポリーナ・コスチュコヴィチ and ドミトリー・ヤリン           | アポリナリア・パンフィロワ and ドミトリー・リロフ           |
| 2019/2020 | トリノ             | アポリナリア・パンフィロワ and ドミトリー・リロフ             | ディアナ・ムハメジャノワ and イリヤ・ミロノフ               | クセニア・アハンテワ and ワレリー・コレソフ                 |
| 2020/2021 | 北京               | 非開催                                                        | 非開催                                                      | 非開催                                                      |
| 2021/2022 | 門真               | 非開催                                                        | 非開催                                                      | 非開催                                                      |
| 2022/2023 | トリノ             | アナスタシア・ゴルベワ and ヘクター・ジオトプロス・ムーア     | ソフィア・バラム and ダニエル・ティウメンセフ               | ケイラ・スミス and アンディ・デン                           |
| 2023/2024 | 北京               | アナスタシア・メテルキナ and ルカ・ベルラヴァ                 | エヴァ・ケンプ and ヨナタン・エリザロフ                     | ジャズミン・デスロッチャーズ and キーラン・スラッシャー     |
| 2024/2025 | グルノーブル       | 張嘉軒 and 黄一航                                             | オリビア・フローレス and ルーク・ワン                       | ジャズミン・デスロッチャーズ and キーラン・スラッシャー     |

### アイスダンス
| 年        | 開催地             | 金                                                        | 銀                                                          | 銅                                                      |
| --------- | ------------------ | --------------------------------------------------------- | ----------------------------------------------------------- | ------------------------------------------------------- |
| 1997/1998 | ローザンヌ         | フェデリカ・ファイエラ and ルチアーノ・ミーロ             | オクサナ・ポトディコワ and デニス・ペチュホフ               | フラビア・オッタビアーニ and マッシモ・スカリ           |
| 1998/1999 | デトロイト         | ジェイミー・シルバースタイン and ジャスティン・ペカレック | フェデリカ・ファイエラ and ルチアーノ・ミーロ               | ナタリア・ロマニウタ and ダニイル・バランツェフ         |
| 1999/2000 | グダニスク         | ナタリア・ロマニウタ and ダニイル・バランツェフ           | エミリー・ヌッシーア and ブランドン・フォーサイス           | クリスチーナ・コバラゼ and オレグ・ボイコ               |
| 2000/2001 | エア               | タニス・ベルビン and ベンジャミン・アゴスト               | エレーナ・ハリアヴィナ and マキシム・シャバリン             | ミリアム・シュタイネル and ウラジミール・ツヴェトコフ   |
| 2001/2002 | ブレッド           | エレーナ・ハリアヴィナ and マキシム・シャバリン           | エレーナ・ロマノフスカヤ and アレクサンドル・グラチェフ     | ミリアム・シュタイネル and ウラジミール・ツヴェトコフ   |
| 2002/2003 | ハーグ             | オクサナ・ドムニナ and マキシム・シャバリン               | ホフマン・ノーラ and エレク・アティッラ                     | エレーナ・ロマノフスカヤ and アレクサンドル・グラチェフ |
| 2003/2004 | マルメ             | ホフマン・ノーラ and エレク・アティッラ                   | エレーナ・ロマノフスカヤ and アレクサンドル・グラチェフ     | モーガン・マシューズ and マキシム・ザボジン             |
| 2004/2005 | ヘルシンキ         | モーガン・マシューズ and マキシム・ザボジン               | テッサ・ヴァーチュ and スコット・モイア                     | アンナ・カッペリーニ and マッテオ・ザンニ               |
| 2005/2006 | オストラヴァ       | テッサ・ヴァーチュ and スコット・モイア                   | メリル・デイヴィス and チャーリー・ホワイト                 | アンナ・カッペリーニ and ルカ・ラノッテ                 |
| 2006/2007 | ソフィア           | マディソン・ハベル and キーファー・ハベル                 | エミリー・サミュエルソン and エヴァン・ベイツ               | エカテリーナ・ボブロワ and ドミトリー・ソロビエフ       |
| 2007/2008 | グダニスク         | マリア・モンコ and イリヤ・トカチェンコ                   | エミリー・サミュエルソン and エヴァン・ベイツ               | クリスチーナ・ゴルシュコワ and ヴィタリー・ブチコフ     |
| 2008/2009 | 高陽               | マディソン・チョック and グレッグ・ズーライン             | マディソン・ハベル and キーファー・ハベル                   | エカテリーナ・リャザーノワ and ジョナサン・ゲレイロ     |
| 2009/2010 | 東京               | クセニヤ・モンコ and キリル・ハリャヴィン                 | エレーナ・イリニフ and ニキータ・カツァラポフ               | マイア・シブタニ and アレックス・シブタニ               |
| 2010/2011 | 北京               | クセニヤ・モンコ and キリル・ハリャヴィン                 | ヴィクトリヤ・シニツィナ and ルスラン・ジガンシン           | アレクサンドラ・ステパノワ and イワン・ブキン           |
| 2011/2012 | ケベック・シティー | ヴィクトリヤ・シニツィナ and ルスラン・ジガンシン         | アンナ・ヤノフスカヤ and セルゲイ・モズゴフ                 | アレクサンドラ・ステパノワ and イワン・ブキン           |
| 2012/2013 | ソチ               | アレクサンドラ・ステパノワ and イワン・ブキン             | ガブリエラ・パパダキス and ギヨーム・シゼロン               | アレクサンドラ・アルドリッジ and ダニエル・イートン     |
| 2013/2014 | 福岡               | アンナ・ヤノフスカヤ and セルゲイ・モズゴフ               | ケイトリン・ホワイエク andジャン＝リュック・ベイカー        | ロレイン・マクナマラ andクイン・カーペンター            |
| 2014/2015 | バルセロナ         | アンナ・ヤノフスカヤ and セルゲイ・モズゴフ               | アッラ・ロボダ and パヴェル・ドロースト                     | ベティナ・ポポワ and ユーリ・ブラセンコ                 |
| 2015/2016 | バルセロナ         | ロレイン・マクナマラ and クイン・カーペンター             | アッラ・ロボダ and パヴェル・ドロースト                     | レイチェル・パーソンズ and マイケル・パーソンズ         |
| 2016/2017 | マルセイユ         | レイチェル・パーソンズ and マイケル・パーソンズ           | アッラ・ロボダ and パヴェル・ドロースト                     | ロレイン・マクナマラ and クイン・カーペンター           |
| 2017/2018 | 名古屋             | アナスタシヤ・スコプツォワ and キリル・アリョーシン       | クリスティーナ・カレイラ and アンソニー・ポノマレンコ       | ソフィヤ・ポリシュチュク and アレクサンドル・ヴァクノフ |
| 2018/2019 | バンクーバー       | ソフィア・サフチェンコ and イゴール・エレメンコ.          | アリョーナ・ウシャコワ and マキシム・ネクラソフ             | エリザベータ・フダイベルディエワ and ニキータ・ナザロフ |
| 2019/2020 | トリノ             | マリア・カザコワ and ゲオルギー・リビヤ                   | アヴォンリー・ニューエン and ワジム・コレスニク             | エリザベータ・シャナエワ and デビッド・ナリズニー       |
| 2020/2021 | 北京               | 非開催                                                    | 非開催                                                      | 非開催                                                  |
| 2021/2022 | 門真               | 非開催                                                    | 非開催                                                      | 非開催                                                  |
| 2022/2023 | トリノ             | ナディア・バシンスカ and ピーター・ボーモン               | イム・ヘナ and Ye QUAN                                      | カテリーナ・ムラスコワ and ダニエル・ムラゼク           |
| 2023/2024 | 北京               | リア・ネセト and アルテム・マルケロフ                     | エリザベス・トカチェンコ and アレクセイ・キリアコフ         | ダリヤ・グリム and マイケル・サビツキー                 |
| 2024/2025 | グルノーブル       | ノエミ・マリア・タリ and ノア・ラフォルナラ               | カタリナ・ウルフコスティン and ディミトリー・ツァレフスキー | ダリヤ・グリム and マイケル・サビツキー                 |

## 各国メダル数

### 男子シングル
| 順 | 国・地域       | 金 | 銀 | 銅 | 計 |
| -- | -------------- | -- | -- | -- | -- |
| 1  | アメリカ合衆国 | 9  | 7  | 8  | 24 |
| 2  | ロシア         | 4  | 9  | 5  | 18 |
| 3  | 日本           | 5  | 2  | 5  | 12 |
| 4  | 中国           | 3  | 4  | 0  | 7  |
| 5  | フランス       | 2  | 0  | 0  | 2  |
| 6  | カナダ         | 1  | 0  | 4  | 5  |
| 7  | イタリア       | 1  | 0  | 0  | 1  |
| 8  | 韓国           | 0  | 1  | 1  | 2  |
| 9  | ブルガリア     | 0  | 1  | 0  | 1  |
| 9  | ドイツ         | 0  | 1  | 0  | 1  |
| 10 | ベルギー       | 0  | 0  | 1  | 1  |
| 10 | スロバキア     | 0  | 0  | 1  | 1  |

### 女子シングル
| 順 | 国・地域       | 金 | 銀 | 銅 | 計 |
| -- | -------------- | -- | -- | -- | -- |
| 1  | ロシア         | 12 | 10 | 8  | 30 |
| 2  | 日本           | 7  | 2  | 8  | 17 |
| 3  | アメリカ合衆国 | 5  | 7  | 4  | 16 |
| 4  | 韓国           | 1  | 4  | 1  | 5  |
| 5  | イタリア       | 0  | 1  | 0  | 1  |
| 5  | スウェーデン   | 0  | 1  | 0  | 1  |
| 7  | 中国           | 0  | 0  | 2  | 2  |
| 8  | ハンガリー     | 0  | 0  | 1  | 1  |

### ペア
| 順 | 国・地域       | 金 | 銀 | 銅 | 計 |
| -- | -------------- | -- | -- | -- | -- |
| 1  | ロシア         | 9  | 13 | 12 | 34 |
| 2  | 中国           | 6  | 1  | 3  | 10 |
| 3  | ウクライナ     | 3  | 0  | 0  | 3  |
| 4  | カナダ         | 2  | 3  | 1  | 6  |
| 5  | オーストラリア | 2  | 0  | 0  | 2  |
| 6  | アメリカ合衆国 | 1  | 5  | 8  | 14 |
| 7  | 日本           | 1  | 1  | 1  | 3  |
| 8  | ジョージア     | 1  | 0  | 0  | 1  |
| 9  | チェコ         | 0  | 2  | 0  | 2  |

### アイスダンス
| 順 | 国・地域       | 金 | 銀 | 銅 | 計 |
| -- | -------------- | -- | -- | -- | -- |
| 1  | ロシア         | 12 | 11 | 11 | 34 |
| 2  | アメリカ合衆国 | 8  | 8  | 6  | 22 |
| 3  | カナダ         | 2  | 1  | 0  | 3  |
| 4  | イタリア       | 1  | 1  | 3  | 5  |
| 5  | ハンガリー     | 1  | 1  | 0  | 2  |
| 6  | ジョージア     | 1  | 0  | 0  | 1  |
| 7  | フランス       | 0  | 1  | 0  | 1  |
| 7  | 韓国           | 0  | 1  | 0  | 1  |
| 7  | イスラエル     | 0  | 1  | 0  | 1  |
| 8  | ドイツ         | 0  | 0  | 3  | 3  |
| 9  | チェコ         | 0  | 0  | 1  | 1  |
| 9  | ウクライナ     | 0  | 0  | 1  | 1  |